# Wallace Fennel
Wallace Fennel est un personnage fictif de la série Veronica Mars. Il est incarné par Percy Daggs III.

## Biographie fictive
Wallace Fennel n'a jamais connu son père et vit avec sa mère Alicia et son frère Darrell. Originaire de Cleveland[réf. nécessaire], il arrive à l'âge de 17 ans dans la ville de Neptune, où il fera la connaissance de Veronica Mars. D'abord haï par les lycéens et le club des motards, il deviendra adulé car il s'avère être un excellent basketteur. Au fil des aventures de Veronica, il rencontrera aussi l'amour, découvrira l'identité de son père et participera à beaucoup d'enquêtes de Veronica. Il reste pourtant effacé, en arrière-plan, apparaissant comme le second de la jeune détective. Parfois absent de certains épisodes, c'est un personnage à la fois anecdotique et primordial. Dans la troisième et dernière saison, il fait la connaissance de Piz, son nouveau colocataire, avec qui il nouera des liens amicaux.
9 ans plus tard, Wallace vit toujours à Neptune et entraine l'équipe de basket-ball du lycée Neptune High. Il retrouve Mac et Veronica pour aider Logan, accusé du meurtre de sa petite amie.
Dans la saison 4, il est enseignant au lycée Neptune High. Il est marié à Shae avec qui il a eu un fils nommé Noah. Il est toujours ami avec Veronica. Il vit désormais dans les beaux quartiers. Il obtient le poste d'entraineur de l'équipe du tout nouveau lycée, Kane High School. Il est témoin au mariage de Logan et Veronica.

### Vie amoureuse
Wallace Fennel sort avec Jackie Cook durant la saison 2, mais elle devra repartir chez sa mère à New York sur les conseils de son père. Elle fait croire à Wallace qu'elle part à Paris, mais quand il décide de la rejoindre là-bas, elle est obligée de lui avouer la vérité.
Il est également sorti quelque temps avec Jane Kuhne.

## Caractéristiques
Wallace a une très bonne réputation car il est très bon en basket.
Il est également très utile à Veronica car il travaille au secrétariat, ce qui lui permet de détenir toutes les clés nécessaires ; il a également accès à tous les dossiers scolaires des élèves de Neptune High pendant les deux premières saisons.

## Romans
Le personnage apparait également dans les romans The Thousand-Dollar Tan Line (2014) et Mr. Kiss and Tell (2015) de Rob Thomas et Jennifer Graham[réf. nécessaire].